# 2018年环意自行车赛
2018年环意自行车赛是第101届环意自行车赛，于2018年5月4日至27日进行。比赛的起点位于以色列耶路撒冷，终点位于意大利罗马，除前三个赛段在以色列境内进行外，其他赛段均在意大利境内进行。
总共有来自22支车队的176名运动员参加此次比赛。最终来自天空车队的克里斯·弗鲁姆以89小时2分39秒的总成绩夺得此次比赛的总冠军，他凭借此次夺冠，成为历史上首位赢得环意自行车赛总冠军的英国选手以及历史上第七位同时夺得所有三大自行車環賽总冠军的自行车手。来自太阳网车队的荷兰选手汤姆·迪穆兰以46秒之差获得亚军，未能成功卫冕。来自阿斯塔纳车队的哥伦比亚选手Miguel Ángel López在获得总成绩第三的同时也获得了象征最佳青年车手的白衫。